# Solanum callianthum
Solanum callianthum är en potatisväxtart som beskrevs av Conrad Vernon Morton. Solanum callianthum ingår i släktet skattor som ingår i familjen potatisväxter. Inga underarter finns listade i Catalogue of Life.